# 大西洋海運公司

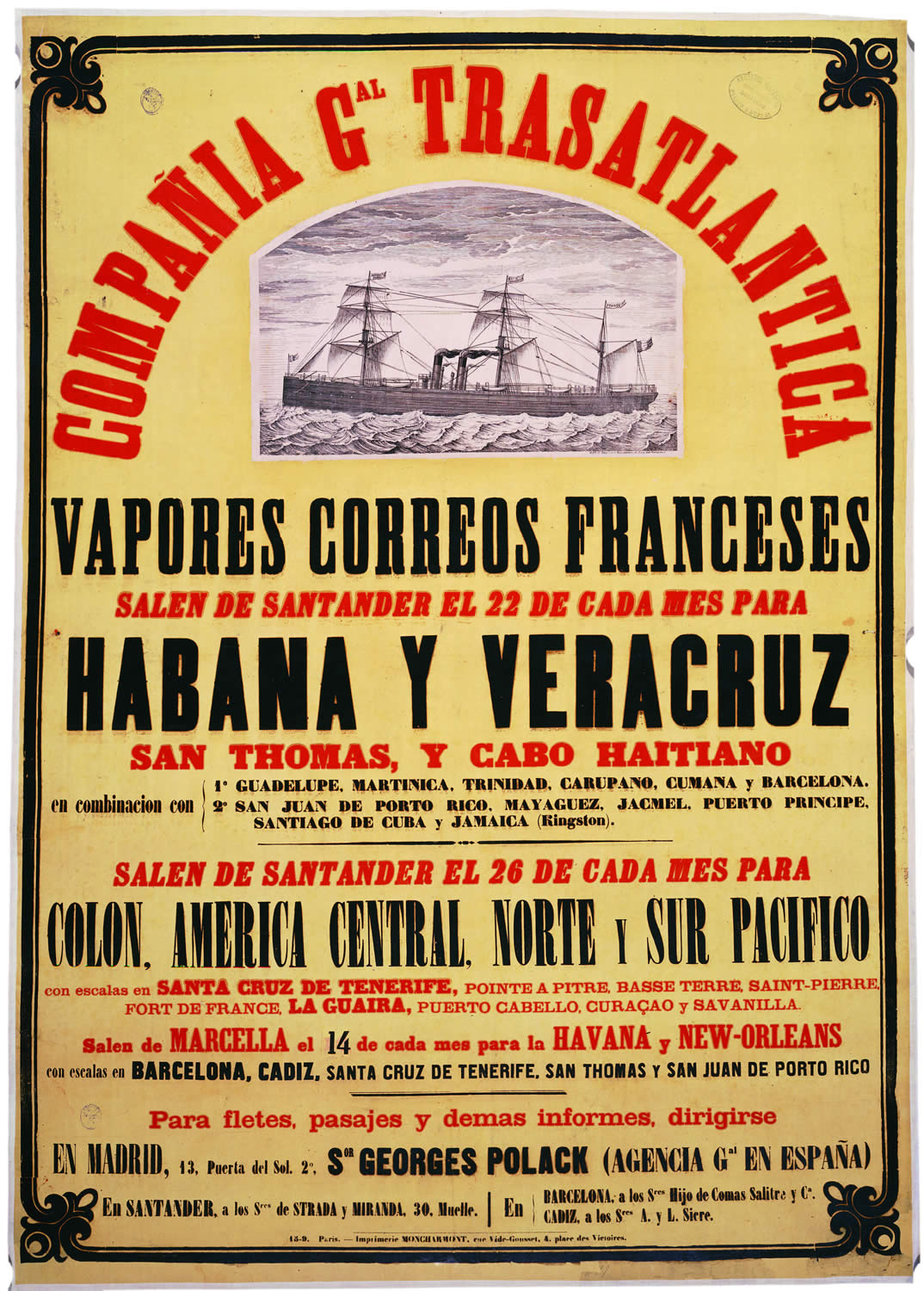
大西洋海運公司相關海報

大西洋海運公司（法語：Compagnie Générale Transatlantique，CGT），在1856年，皮勒爾兄弟，遭受克里米亚战争事件而開創貨船機遇，直至1861年成立該公司企業。
1977年，由傑斯薩德主導，和另外法國船商佛羅西火輪船公司合併，1978年更名达飞海运集团至今。